# Haussegler
Der Haussegler (Apus affinis) ist eine Vogelart aus der Familie der Segler und mit 12 Zentimetern Länge der kleinste Vertreter der Gattung Apus, zu der auch der in Europa weit verbreitete Mauersegler gehört.
Er wirkt im Vergleich zu den anderen Vertretern dieser Gattung plump, der Rumpf ist relativ kräftig, die Flügelenden sind stumpfer als bei anderen Seglerarten. In Afrika südlich der Sahara und in Indien ist der Haussegler weit verbreitet. Vereinzelte, isolierte Vorkommen bestehen in Nordafrika, im Iran und in Pakistan. Wie alle Segler jagen Haussegler in der Luft nach Insekten oder Spinnentieren.
Der Haussegler wird auch als Stubbstjärtsegler oder Weißbürzelsegler bezeichnet, allerdings ist letztere Bezeichnung missverständlich, da sie auch für den Weißbürzelsegler (Apus caffer) verwendet wird. Eine weitere Quelle für Verwechslungen ist, dass die englische Bezeichnung House Swift meist für den Malaiensegler verwendet wird und seltener für den Haussegler, der im englischen vorwiegend als Little Swift, also „kleiner Segler“, bezeichnet wird.

## Beschreibung

### Aussehen
Der vorwiegend schwarze Körper ist relativ breit und wirkt gedrungen, die Flügel sind im Vergleich zu anderen Arten dieser Gattung recht kurz und stumpf und weniger sichelförmig. Markant ist ein großer, weißer, rundlicher Kehlfleck, der im abgetragenen Gefieder unverwechselbar grau gefleckt ist. Der Oberkopf ist graubraun, der Nacken schwarzbraun. Die übrige Oberseite ist mit Ausnahme des auffallenden weißen Bürzels dunkelbraun. Die Unterseite ist überwiegend tiefschwarz, etwas blasser und heller am Übergang zur Kehle. Die unteren Deckfedern des Schwanzes zeigen ein blasses Grau. Beide Geschlechter sehen gleich aus. Das Federkleid der Jungvögel wirkt rauer, weniger glänzend und ähnelt jenem der frisch vermauserten Altvögel; am ausgeprägtesten sind diese Merkmale an den Deckfedern der Flügel.
Die Flügellänge beträgt ungefähr 137 Millimeter, das Gewicht liegt zwischen 18 und 30 Gramm, durchschnittlich sind es 25 Gramm. Alle vier Zehen der kurzen, kräftigen Klammerfüße sind nach vorne gerichtet (pamprodactyl).

### Unterscheidung von ähnlichen Arten
Neben der etwas plumpen Gestalt sind der weiße Kehlfleck und der weiße Bürzel, sowie die für Segler untypische Schwanzform gute Erkennungsmerkmale. Der Schwanz ist im geschlossenen Zustand gerade abgeschnitten, im geöffneten Zustand ist er gerundet. Der Malaiensegler, der dem Haussegler im Aussehen am nächsten kommt, ist dunkler, besonders am Kopf. Weiterhin unterscheidet sich der Haussegler durch seine geringe Größe von den anderen Seglern. Sein Flug wirkt weniger graziös und kraftvoll als der seiner nahen Verwandten, die Gleitphasen sind vergleichsweise lang.

### Stimme
Der Haussegler ist sehr ruffreudig, meist hört man einen rauen, schnell vorgetragenen Triller, der sich wie der-der-der-dit-derdiddidu anhört. Eine große Bandbreite dünner Rufe ist besonders in der Nähe des Nistplatzes zu hören.

## Verbreitung und Wanderungen

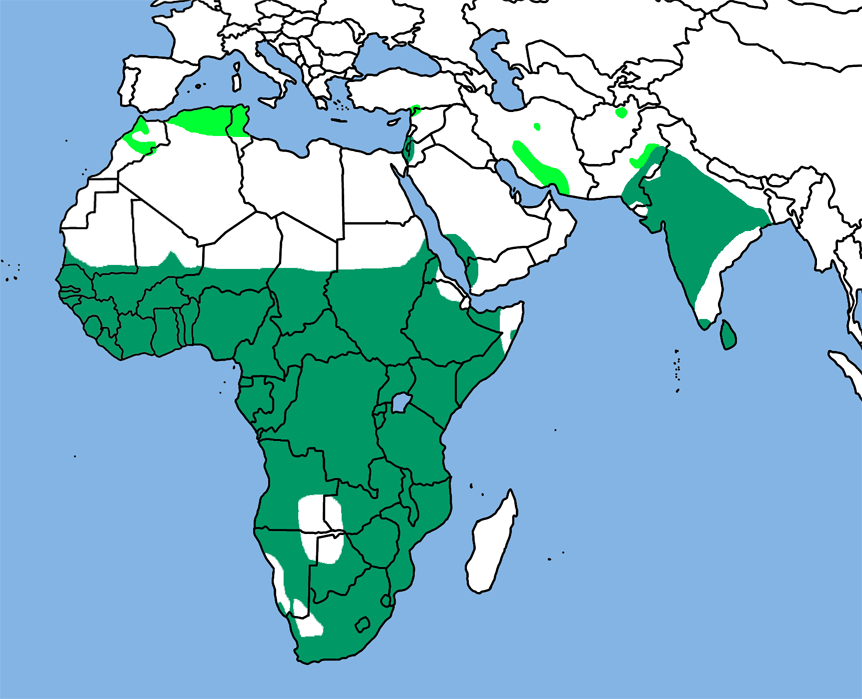
Verbreitungsgebiet des Hausseglers;
Gebiete, in denen der Haussegler Standvogel ist, in dunklerem Grün

Die vereinzelten Vorkommen der Westpaläarktis befinden sich im Banc-d'Arguin-Nationalpark, in Marokko an der Atlantikküste südlich bis zum 30. Breitengrad, im marokkanischen Inland im Hohen und im Mittleren Atlas, sowie sehr verstreut in Algerien und Tunesien. Im östlichen Mittelmeerraum bestehen vereinzelte Vorkommen im äußersten Osten und Südosten der Türkei, in Nord- und Zentralisrael und im Westjordanland. Die vergleichsweise spärlichen Bestände in der Westpaläarktis zeigen Anzeichen einer Ausweitung, auch wenn sich das besiedelte Areal der Art in Tunesien nach einer Ausdehnung in der ersten Hälfte des 20. Jahrhunderts nun zu verkleinern scheint. Es wird weiterhin vermutet, dass Spanien kürzlich besiedelt wurde. Neben einigen weiteren Sichtungen wurden 1996 an einem Brutplatz des Weißbürzelseglers in der Nähe von Tarifa an der südspanischen Küste fünf Haussegler gesichtet, deren Verhalten einen Brutversuch wahrscheinlich erscheinen ließ. Ein kleines Vorkommen existiert aktuell im Hafen von Chipiona in Andalusien.
Die bedeutendsten Vorkommen des Hausseglers befindet sich in Afrika südlich der Sahara, dort ist er mit Ausnahme der trockensten Gebiete überall zu finden. In Afrika haben sich die Bestände im Verlauf des 20. Jahrhunderts wegen seiner Gewöhnung an Lebensräume in der Nähe des Menschen enorm vergrößert.
Weitere Vorkommen befinden sich im Südwesten der Arabischen Halbinsel, weiter östlich im Iran, in Afghanistan, Pakistan und vor allem in Indien südlich des Himalaya, vom Punjab im Westen bis zu den Bengalen im Osten und Sri Lanka im Süden. Auch in vielen Städten Indiens ist der Haussegler sehr häufig.
Vor allem in den Tropen ist der Haussegler Standvogel, nur im äußersten Norden und Süden des Verbreitungsgebiets ist er teilweise Zugvogel. Lediglich die türkische Population scheint das Brutgebiet zwischen Oktober und Februar vollständig zu verlassen. Ein Sommergast ist der Haussegler auch in Tadschikistan, Usbekistan und Turkmenistan. Die Populationen scheinen dabei nur teilweise fortzuziehen, im Nahen Osten wird von einer
Abwesenheit in einigen Brutgebieten im Mittwinter berichtet, an anderen Stellen von einer mehr oder weniger starken Abnahme der Bestände.

## Lebensraum
Der Haussegler hält sich in den warmgemäßigten, subtropischen und äquatorialen Breiten auf. Aride Gebiete werden weitgehend gemieden, obwohl die Unterart A. a. galilejensis spärlich in Gebieten wie beispielsweise am Toten Meer brütet.
Er brütet in großen Teilen seines Verbreitungsgebiets ausschließlich in der Nähe des Menschen und wird selten entfernt von dessen Siedlungen gesichtet. In vielen afrikanischen und indischen Städten stellt er einen gewohnten Anblick und seine Rufe eine vertraute Geräuschkulisse dar. In einigen Gebieten nutzt der Haussegler auch noch die natürlichen Brutplätze in Schluchten, Felsen und Gebirgsflanken. Zur Nahrungssuche werden vom Brutplatz Strecken von 15 bis 20 Kilometern zurückgelegt und so findet man Brutplätze in unterschiedlichsten Biotopen, oft auch in großen Höhen, in Kenia beispielsweise bis zu 3000 Metern. In Südafrika wurde beobachtet, dass der Haussegler allerdings hochgelegenes Weideland meidet, möglicherweise aufgrund der Konkurrenz der Mehlschwalbe in diesen Gebieten.

## Fortpflanzung

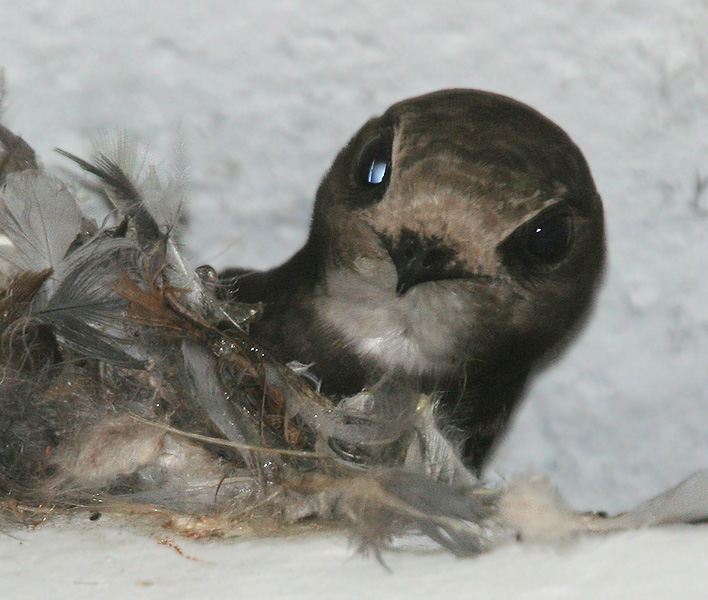
Haussegler im Nest, Hyderabad, Indien

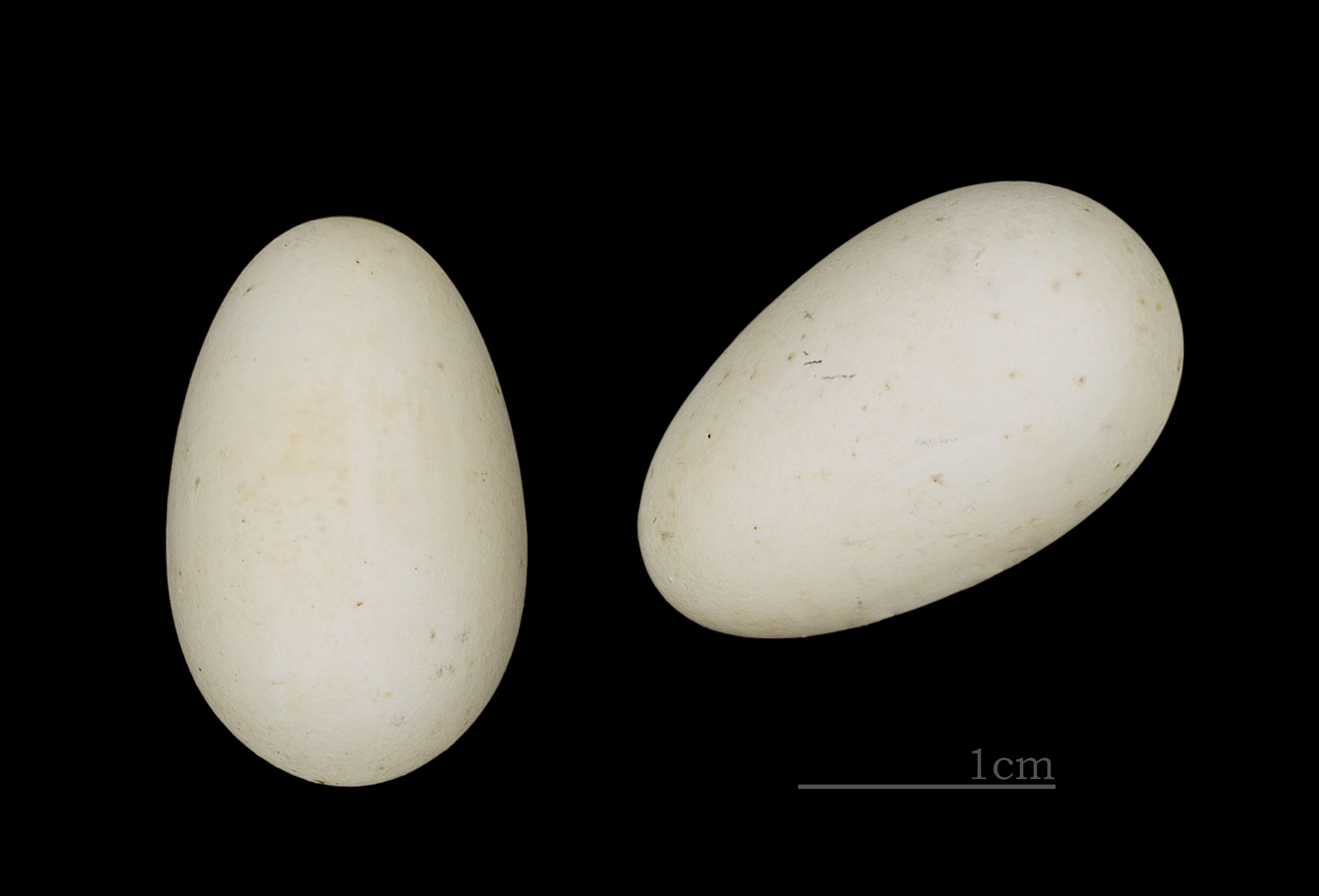
Eier des Hausseglers

In Afrika sind Dauer und Beginn der Brutzeit abhängig von Breitengrad und Klima recht unterschiedlich. Im tropischen Regenwald brütet der Haussegler ganzjährig, dagegen im Tschad nur im Juni. In Ostafrika fällt die Brutzeit mit der Regenzeit zusammen. Weitere Beispiele für die Legezeit in Afrika sind September bis Mai in Simbabwe oder Oktober und März bis April in Sambia. In Südafrika dauert die Brutzeit von August bis April mit einem Anteil von 66 Prozent zwischen September und November. In Indien brütet die Nominatform ganzjährig außer in den kältesten Monaten von November bis Februar, die Unterart A. a. singalensis hauptsächlich von März bis Juli.
Der Haussegler brütet in relativ kleinen Kolonien von bis zu 30 Brutpaaren. Zwei bis drei Vögel können dabei die Eier in dasselbe Nest legen. Verlassene Schwalbennester der Gattung Hirundo können übernommen werden, auch eine gewaltsame Übernahme solcher Nester wurde festgestellt. Vom Haussperling allerdings kann der Haussegler gelegentlich verdrängt werden. Typisch sind Nester an Gebäuden mit Dachüberstand. Die Nester sind stabil, wirken äußerlich unordentlich, sind aber im Inneren gleichmäßig und sauber gebaut. Die Nestmulde bildet eine Halbkugel, als Material werden hauptsächlich pflanzliche Bestandteile verwendet, vor allem Gras und dünne Zweige, aber auch Daunen und Federn finden Verwendung; die Bestandteile werden mit Speichel verklebt.
Das Gelege besteht aus ein bis drei Eiern, die etwa 22,5 × 14,5 Millimeter groß sind. Die Eiablage erfolgt gewöhnlich über 4 bis 5 Tage, innerhalb einer Brutkolonie erstreckt sich der Legezeitraum etwa über 10 Tage. Die Bebrütungszeit dauert 22 bis 24 Tage, anfänglich werden die Eier 90 Prozent der Tageszeit bebrütet, beide Partner beteiligen sich daran. Bei Zweitbruten beginnt die erneute Eiablage, nachdem das erste Junge flügge geworden ist.

## Bestand und Bestandsentwicklung
Der Haussegler ist in einem recht großen Gebiet mit einer geschätzten Größe von 10 Millionen Quadratkilometern anzutreffen. Weltweite Daten über den Bestand und dessen Entwicklung liegen nicht vor, es gibt aber Anzeigen einer Bestandszunahme. Dies gilt allerdings nicht für die Bestände in der Türkei, die auf 900 bis 2500 Brutpaare geschätzt werden. Dort geht man von einem Bestandsrückgang aus, eine mögliche Ursache ist ein Staudammbau.

## Systematik
Ursprünglich wurden Haussegler und Malaiensegler (Apus nipalensis) als eine Art angesehen. Da sich jedoch die Brutgebiete überschneiden, ohne dass es zu Hybridisierungen kommt, sehen die meisten Autoren nun den Malaiensegler mit seinen vier Unterarten als eigenständige Art.

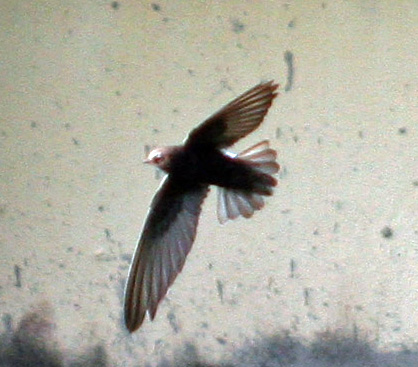
Nominatform in Kolkata, Westbengalen, Indien

Beim Haussegler werden 6 Unterarten unterschieden:
- A. a. galilejensis (Antinori, 1855): Diese Unterart kommt in einem breiten Streifen von Nordafrika ostwärts durch den Nahen Osten bis Pakistan vor, zudem südlich der Sahara im Osten des Sudans, Äthiopien und im Nordwesten Somalias. Obige Beschreibung der Art bezieht sich vorwiegend auf diese Unterart, die die blasseste aller Unterarten ist.
- A. a. affinis  (Gray, JE 1830): Die Nominatform besiedelt Indien an der Ostgrenze zu Pakistan und südlich des Himalaya, zudem den Osten Afrikas vom Süden Somalias bis zum Norden Mosambiks und die Inseln Pemba und Sansibar. Das Gefieder ist grundsätzlich etwas schwärzlicher als bei galilejensis, der Kontrast zwischen Körper und Kopf ist weniger stark.
- A. a. aerobates Brooke, 1969: Die Unterart weist ein ausgedehntes Verbreitungsgebiet in Afrika auf, von Mauretanien bis Westafrika, östlich bis Somalia und südlich bis Transkei in Südafrika. Das Gefieder ist noch dunkler als bei affinis, besonders an den Flügeln und am Schwanz.
- A. a. theresae Meinertzhagen, R 1949: Der Süden Afrikas, von Angola im Westen über den Süden Sambias sowie Südafrika werden von dieser Unterart besiedelt. Diese ist ähnlich blass wie galilejensis, unterscheidet sich von dieser Unterart aber durch die dunkleren unteren Schwanzfedern.
- A. a. bannermani Hartert, E 1928: Auf den Inseln im Golf von Guinea ist diese Unterart beheimatet. Sie stellt die dunkelste Unterart dar und ist an der gestreiften Kehle zu erkennen.
- A. a. singalensis Madarász, 1911: Diese Unterart besiedelt den Süden Indiens und Sri Lanka. Das Gefieder ist schwärzlicher als das der in Indien weiter verbreiteten Unterart affinis, besonders am Kopf und an den oberen Deckfedern des Schwanzes. Der Schwanz weist eine geringe Gabelung auf.